# 丰门街道
丰门街道是中华人民共和国浙江省温州市鹿城区下辖的一个街道办事处。
2015年8月15日，温州市人民政府批复同意调整双屿街道管辖范围，增设丰门街道。

## 行政区划
丰门街道下辖以下村级行政区划单位：
新屿社区、丁桥社区、金竹社区、岩门村、潘岙村、屿头村、正岙村、上伊村、前陈村和嵇师村。